# Rangali
Rangali est une petite île inhabitée des Maldives. Elle est reliée par un ponton à l'île voisine de Rangalifinolhu et son hôtel « Conrad Maldives Ragali Island », en accueillant certaines de ses installations. Le nom de l'île signifie « pierre dorée ». Cet hôtel a été consacré à deux reprises "meilleur hôtel du monde".

## Géographie
Rangali est située dans le centre des Maldives, au Sud-Ouest de l'atoll Ari, dans la subdivision de Alif Dhaal. L'île se trouve à environ 110 km de la capitale Malé.